# Rosario Flores
Rosario Flores (Madrid, 4 de novembro de 1963) é uma cantora e atriz espanhola duas vezes ganhadora do prêmio Grammy Latino. Filha de Lola Flores e de Antonio González (El Pescadilla), criador da rumba catalã. Começou sua carreira em 1984 e seu repertório insere-se em vários gêneros: bolero, bossa nova, pop, tango, flamenco, rumba catalã e caribenha. Rosário tem uma filha com seu ex-noivo Carlos Orellana e em 21 de janeiro de 2006 teve seu segundo filho com Pedro Lazaga, a quem conheceu nas gravações do filme "Hable con Ella" em 2001.
Com muito trabalho, seis discos de ouro e disco de platina pouco tempo depois do lançamento de seu primeiro álbum, Rosário se consolida como cantora. Até que em 2002 ganha o Grammy Latino de melhor álbum. No cinema, interpretou a toureira Lidya no filme Hable con ella de Pedro Almodovar. Em sua visita em janeiro de 2003 ao Brasil, gravou a música "Riqueza" ao lado de Daniela Mercury.

## Vida pessoal
Durante a década de 1980, ela teve um relacionamento de quatro anos com o comediante e ator espanhol Enrique San Francisco. Eles se conheceram por meio do irmão dela, Antonio Flores, que era amigo do comediante. O relacionamento acabou por causa de seu vício em drogas. Em entrevista para o programa Minha casa é sua para Bertin Osborne , São Francisco disse: "Foi o relacionamento mais importante e duradouro que já tive." 
Em 1996 nasceu sua filha Lola com o então companheiro, o artista argentino Carlos Orellana. Em 21 de janeiro de 2006 (aniversário de nascimento de Lola Flores) teve um filho, Pedro Antonio, com o produtor Pedro Manuel Lazaga Busto, que hoje é seu marido, a quem conheceu durante as filmagens de Fale com ela em 2001. Casou-se em abril 2006 com Lazaga em cerimônia íntima em Caños de Meca.

## Discografia
- 1992: De ley
- 1994: Siento
- 1996: Mucho por vivir
- 1999: Jugar a la locura
- 2001: Muchas flores
- 2003: De mil colores
- 2006: Contigo me voy
- 2008: Parte de mí
- 2009: Cuéntame
- 2011: Raskatriski
- 2013: Rosario
- 2016: Gloria a ti
- 2021: Te lo digo todo y no te digo ná

## Filmografia

### Cinema
| Ano  | Filme                     |
| ---- | ------------------------- |
| 1969 | El taxi de los conflictos |
| 1976 | Al fin solos, pero...     |
| 1982 | Colegas                   |
| 1986 | Delirios de amor          |
| 1986 | Calé                      |
| 1988 | Diario de invierno        |
| 1990 | Contra el viento          |
| 1991 | Chatarra                  |
| 2002 | Hable con ella            |

### Séries de televisão
| Ano  | Série                         |
| ---- | ----------------------------- |
| 1989 | Brigada Central               |
| 1993 | Los ladrones van a la oficina |
| 1994 | La mujer de tu vida           |

### Programas de televisão
| Ano         | Programa            | Nota      |
| ----------- | ------------------- | --------- |
| 2012-2013   | La voz Espanha      | Técnica   |
| 2014        | Idol Colômbia       | Jurada    |
| 2015        | La voz Espanha      | Assessora |
| 2014 - 2021 | La voz Kids Espanha | Técnica   |
| 2017        | La voz Kids México  | Técnica   |

#### Técnica de La Voz y La Voz Kids
| Edição               | Ano  | Emissora de TV | Finalista       | Posição  |
| -------------------- | ---- | -------------- | --------------- | -------- |
| La Voz 1             | 2012 | Telecinco      | Jorge González  | Segundo  |
| La Voz 2             | 2013 | Telecinco      | Estela Amaya    | quarta   |
| La Voz Kids 1        | 2014 | Telecinco      | Triana Sánchez  | Terceira |
| La Voz Kids 2        | 2015 | Telecinco      | Índigo Salvador | Terceiro |
| La Voz Kids 3        | 2017 | Telecinco      | Aray Díez       | Segunda  |
| La Voz Kids México 1 | 2017 | Las Estrellas  | Deylan López    | Terceiro |
| La Voz Kids 4        | 2018 | Telecinco      | Jeremai Cruz    | Terceiro |
| La Voz Kids 5        | 2019 | Antena 3       | Daniel García   | Segundo  |
| La Voz Kids 6        | 2021 | Antena 3       | Nazaret Moreno  | Segunda  |